# Kopa-hágó
A Magas-Tátra főgerincét ÉK felé lezáró Kopa-hágó (Kopske sedlo) (1750,2 m) a Magas-Tátra és a Bélai-Tátra között képez határt.
A Fehér-tavi-csúcs és a Bolond Gerő között fekvő füves nyereg a legkönnyebb átjáró a Magas-Tátrában, amin a Fehér-víz-völgyből (Késmárki-völgy mellékága) a Hátsó-Rézaknák völgyébe lehet átjutni. A hágón keresztül már nagyon régen a pásztorok, bányászok és csempészek által használt út vezet – még lóháton is át lehet kelni rajta. A hágón átvezető – ma kék jelzésű – ösvényt Lengyel-ösvénynek is nevezték, mivel fontos csempészútvonalnak számított. A hágóban végződik a Zárból kiinduló, a bélai-tátrai Széles-mezőn keresztül vezető speciális zöld jelzésű tanösvény is.
Eleinte egyszerűen csak hágónak hívták, és a 19. század elején kapta mai nevét. Magyar nevét a felette lévő Bélai-dombról kapta, amelyet szlovákul és lengyelül Kopának (=domb, halom) neveztek. Weber Sámuel a Schächtengrat (Bánya-gerinc) elnevezést használta, tekintettel a környéken található bányákra. Hasonló az Englisch K. által használt Kupferschächtensattel (Rézbánya-hágó). Dénes F. a Durlsberger Sattel elnevezést használta, amely a Bélai-domb régebbi nevéből ered (Durlsberg), a Tátra alatt fekvő Duránd (Durelsdorf, Tvarožná) község szerint.